# Mabalacat
Mabalacat – miasto na Filipinach w regionie Luzon Środkowy, na wyspie Luzon. W 2010 roku liczyło 215 444 mieszkańców.